# مایکل مدود
مایکل سائول مدود (انگلیسی: Michael Saul Medved) (زادهٔ ۳ اکتبر ۱۹۴۸) مجری، نویسنده، مفسر سیاسی و منتقد فیلم اهل آمریکا است. برنامه گفتگوی او، برنامه مایکل مدود است که از ایستگاه اصلی رادیو تجارتی در سیاتل، از طریق شبکه ارتباطات جنسیس پخش می‌شود.

## سنین جوانی و تحصیل
مایکل مدود در ۳ اکتبر ۱۹۴۸ در فیلادلفیا، پنسیلوانیا متولد شد، مادرش به نام رناته (نام دختر هیرش) و پدرش دیوید برنارد مدود بودند. پدرش از سربازان نیروی دریایی و دانشمند بود. او در یک خانواده یهودی آلمانی و اوکراینی بزرگ شد. نام خانوادگی مدود در بسیاری از زبان‌های اسلاوی به معنای «خرس» می‌باشد. مدود در سن دیگو، کالیفرنیا بزرگ شد، جایی که پدرش به عنوان یک پیمانکار دفاعی در شرکت تولید هواگرد کانویر و ناسا کار می‌کرد. پس از نقل مکان خانواده به لس آنجلس، کالیفرنیا، او در دبیرستان پالیزی تحصیل کرد. مدود ۱۶ ساله در مقطع کارشناسی وارد دانشگاه ییل شد. او مدرک کارشناسی خود را با درجه ممتاز در سال ۱۹۶۹ دریافت کرد و بعداً به دانشکده حقوق ییل رفت، اگرچه مدرک JD خود را به پایان نرساند. اما مدود در سال ۱۹۶۸ برای مبارزات انتخاباتی رابرت اف کندی داوطلب شد و در زمان ترور او حضور داشت.